# Les Grandes-Chapelles
Pour les articles homonymes, voir Les Chapelles (homonymie).
Les Grandes-Chapelles sont une commune française, située dans le département de l'Aube en région Grand Est.

## Géographie

### Localisation
La commune se trouve dans l'Aire d'attraction de Troyes, ainsi que dans la zone d'emploi et dans le bassin de vie de cette ville.

### Communes limitrophes
Les communes limitrophes sont  Chapelle-Vallon, Droupt-Saint-Basle, Nozay, Prémierfait, Rilly-Sainte-Syre, Saint-Remy-sous-Barbuise, Saint-Étienne-sous-Barbuise et Voué.
| Droupt-Saint-Basle | Prémierfait       | Nozay                         |
| Rilly-Sainte-Syre  | Grandes-Chapelles | Saint-Étienne-sous-Barbuise   |
|                    | Chapelle-Vallon   | Saint-Remy-sous-Barbuise Voué |

### Géologie et relief
La superficie de la commune est de 22,10 km2 ; son altitude varie de 98  à   157 mètres.

### Hydrographie
La commune est dans la région hydrographique « la Seine de sa source au confluent de l'Oise (exclu) » au sein du bassin Seine-Normandie. Elle n'est drainée par aucun cours d'eau,.

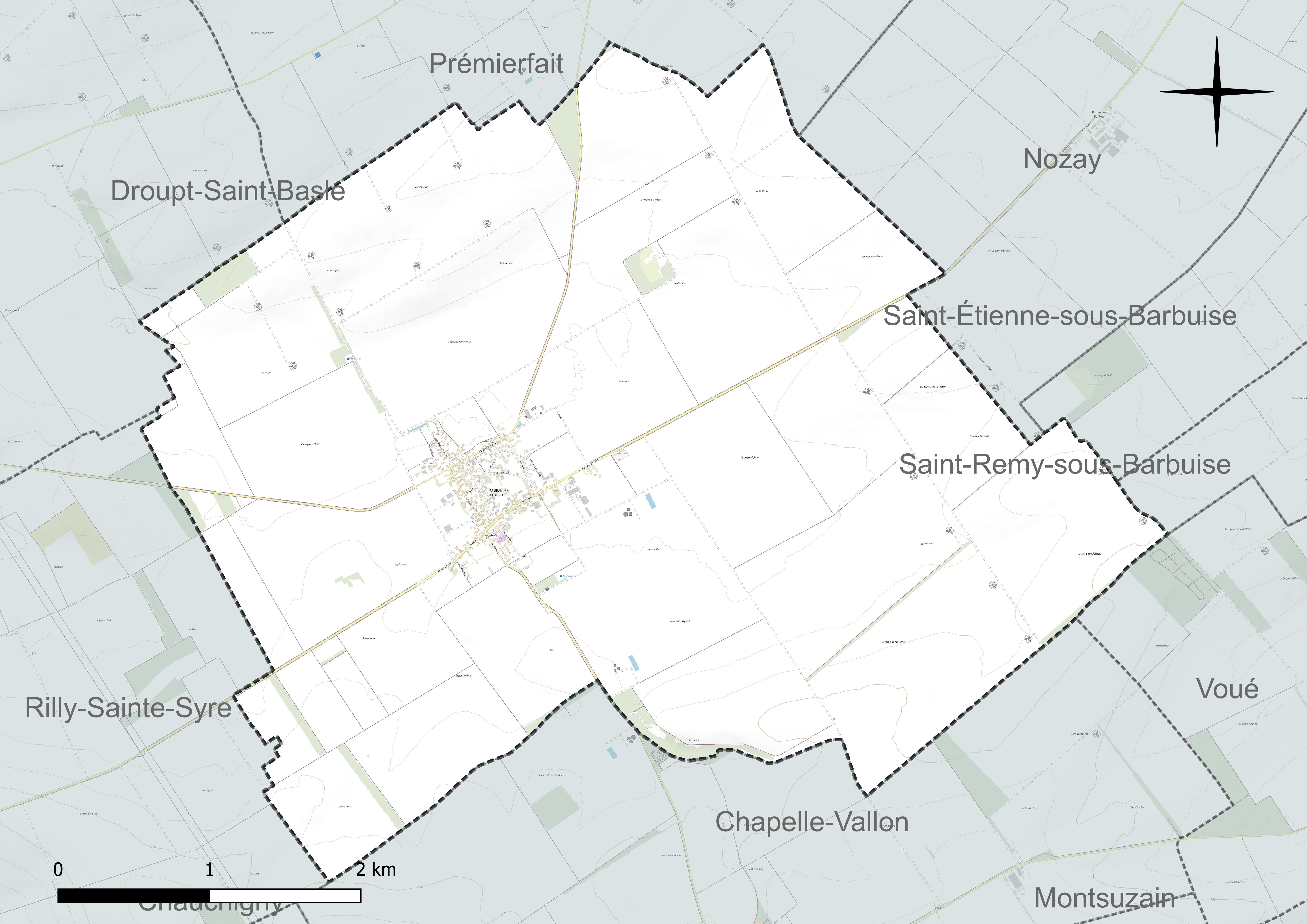
Réseau hydrographique des Grandes-Chapelles.

### Climat
Pour des articles plus généraux, voir Climat du Grand Est et Climat de l'Aube.
En 2010, le climat de la commune est de type climat océanique dégradé des plaines du Centre et du Nord, selon une étude du Centre national de la recherche scientifique s'appuyant sur une série de données couvrant la période 1971-2000. En 2020, Météo-France publie une typologie des climats de la France métropolitaine dans laquelle la commune est exposée à un climat océanique altéré et est dans la région climatique Nord-est du bassin Parisien, caractérisée par un ensoleillement médiocre, une pluviométrie moyenne régulièrement répartie au cours de l’année et un hiver froid (3 °C).
Pour la période 1971-2000, la température annuelle moyenne est de 10,6 °C, avec une amplitude thermique annuelle de 15,6 °C. Le cumul annuel moyen de précipitations est de 706 mm, avec 11,5 jours de précipitations en janvier et 7,8 jours en juillet. Pour la période 1991-2020, la température moyenne annuelle observée sur la station météorologique de Météo-France la plus proche, « Troyes-Barberey », sur la commune de Barberey-Saint-Sulpice à 14 km à vol d'oiseau, est de 11,3 °C et le cumul annuel moyen de précipitations est de 644,6 mm. 
La température maximale relevée sur cette station est de 41,8 °C, atteinte le 25 juillet 2019 ; la température minimale est de −23 °C, atteinte le 17 janvier 1985,,.
Les paramètres climatiques de la commune ont été estimés pour le milieu du siècle (2041-2070) selon différents scénarios d'émission de gaz à effet de serre à partir des nouvelles projections climatiques de référence DRIAS-2020. Ils sont consultables sur un site dédié publié par Météo-France en novembre 2022.

## Urbanisme

### Typologie
Au 1er janvier 2024, Les Grandes-Chapelles sont catégorisées commune rurale à habitat dispersé, selon la nouvelle grille communale de densité à 7 niveaux définie par l'Insee en 2022.
Elle est située hors unité urbaine. Par ailleurs la commune fait partie de l'aire d'attraction de Troyes, dont elle est une commune de la couronne,. Cette aire, qui regroupe 209 communes, est catégorisée dans les aires de 200 000 à moins de 700 000 habitants,.

### Occupation des sols

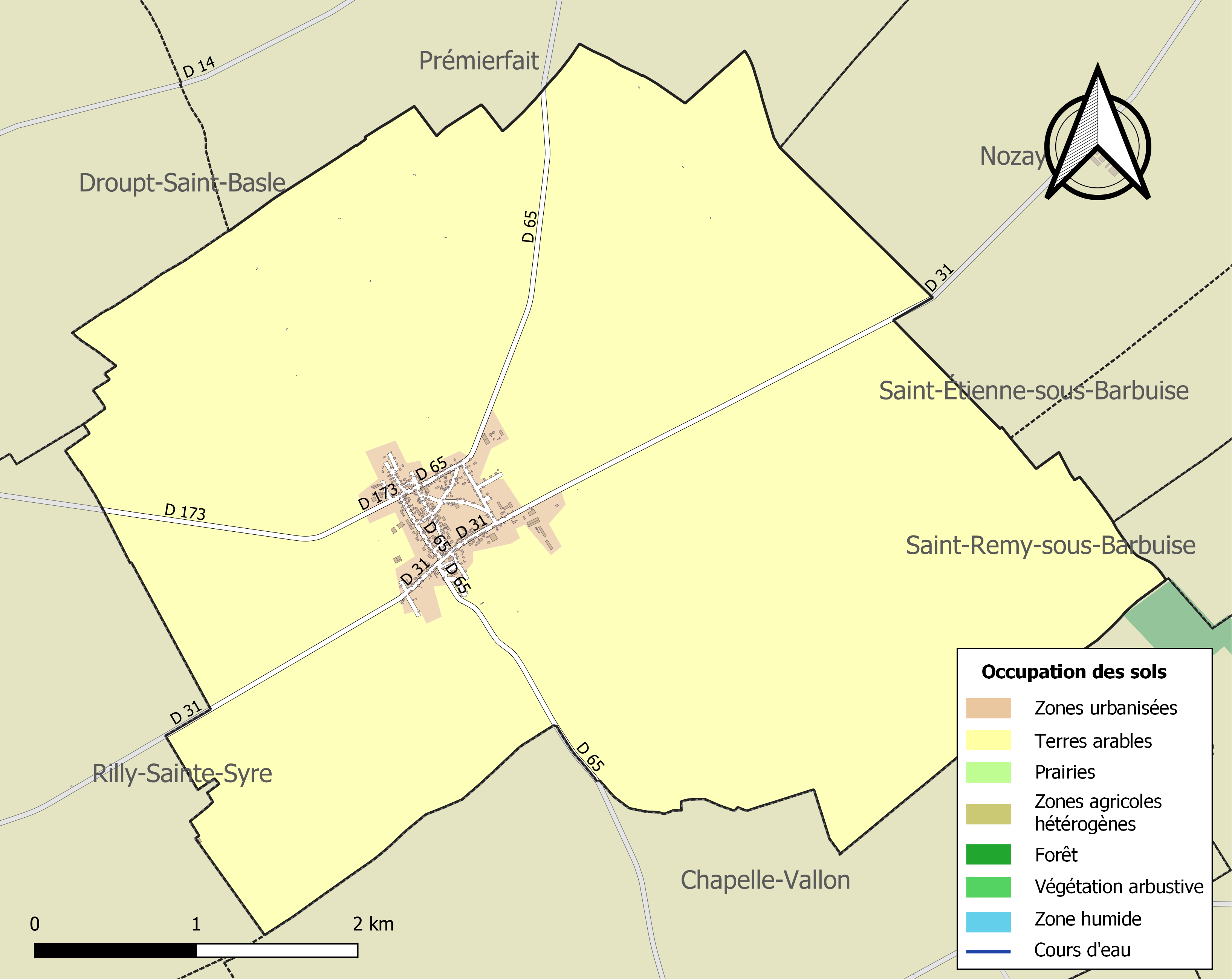
Carte des infrastructures et de l'occupation des sols de la commune en 2018 (CLC).

L'occupation des sols de la commune, telle qu'elle ressort de la base de données européenne d’occupation biophysique des sols Corine Land Cover (CLC), est marquée par l'importance des territoires agricoles (96,9 % en 2018), une proportion identique à celle de 1990 (96,9 %). La répartition détaillée en 2018 est la suivante :
terres arables (96,9 %), zones urbanisées (3 %). L'évolution de l’occupation des sols de la commune et de ses infrastructures peut être observée sur les différentes représentations cartographiques du territoire : la carte de Cassini (XVIIIe siècle), la carte d'état-major (1820-1866) et les cartes ou photos aériennes de l'IGN pour la période actuelle (1950 à aujourd'hui).

### Habitat et logement
En 2020, le nombre total de logements dans la commune était de 204, alors qu'il était de 202 en 2015 et de 174 en 2010.
Parmi ces logements, 82,8 % étaient des résidences principales, 2,9 % des résidences secondaires et 14,2 % des logements vacants. Ces logements étaient  tous des maisons individuelles.
Le tableau ci-dessous présente la typologie des logements aux Grandes-Chapelles en 2020 en comparaison avec celle de l'Aube et de la France entière. Une caractéristique marquante du parc de logements est ainsi la faible proportion des résidences secondaires et logements occasionnels (2,9 %) par rapport au département (4,8 %) et à la France entière (9,7 %).
| Typologie                                               | Les Grandes-Chapelles | Aube | France entière |
| ------------------------------------------------------- | --------------------- | ---- | -------------- |
| Résidences principales (en %)                           | 82,8                  | 85,7 | 82,1           |
| Résidences secondaires et logements occasionnels (en %) | 2,9                   | 4,8  | 9,7            |
| Logements vacants (en %)                                | 14,2                  | 9,5  | 8,2            |

### Énergie
Début 2008, commence la construction de 18 grandes éoliennes, pour une puissance totale de 41 MW. La livraison est prévue pour février 2008.

## Toponymie
La Chapelle ou Les Chapelles-Saint-Pierre ; ce dernier nom faisant référence au chapitre Saint-Pierre de Troyes qui en était seigneur pour partie et collateur de la cure.
Au territoire se trouvait, selon le cadastres de 1810, les lieux-dits de Barmon, Chausson, les Damoiseaux, la Haute-Borne, la Maladière, le Moulin-à-Vent, Sainte-Catherine, le Sauvement ou Tamalin.

## Histoire

### Antiquité
Le village se développe entre deux voies romaines. La première, dite « voie de Plancy », vient de Troyes pour aller à Plancy traverse le village du sud-est au nord-ouest tandis que la seconde, dite « voie de Rhèges », est un embrenchement de la première et passe au nord-est du village.
Il a été retrouvé des traces de plusieurs caveaux assez profonds, appelés « Boves », dont le nom laisse à penser qu'ils servaient à cacher les troupeaux en temps de guerre.

### Moyen Âge
Au spirituel, le village, alors nommé « la Chapelle » ou « les Chapelles Saint Pierre », était le siège d'une cure qui était du diocèse de Troyes et du Grand Doyenné, et était à la collation du chapitre Saint Pierre de cette ville.
Au temporel, le village faisait partie du domaine comtal du comté de Troyes puis du comté de Champagne. Ce comte en était le principal seigneur, mais à la suite de diverses donations, la seigneurie fut peu à peu transférée au chapitre Saint Pierre de Troyes.
Au nord-ouest du village était situé le hameau de « Chausson » dont la plus vieille mention dans les chartes date de l'année 1114 et qui indique que la seigneurie était à l'abbaye de Montier-la-Celle. Mais ce hameau fut absorbé par les Grandes Chapelles avant le XVIIIe siècle.
En 1284, le village a été rattaché au royaume de France en même temps que le comté de Champagne à la suite du mariage de la comtesse Jeanne Ire de Navarre avec le roi Philippe le Bel.

### Époque moderne
Le 13 août 1688, un orage de grêle détruit 80 maisons du village alors que le 5 mars 1775, 27 maisons brûlent par la maladresse d'une dame qui jetait de la paille enflammée et qui atterrit sur un toit de chaume.
En 1789, le village dépendait de l'intendance et de la généralité de Châlons-sur-Marne, de l'élection de Troyes et du bailliage de Sens, sauf le hameau de Chausson qui relevait du bailliage de Troyes. Le nom de la « rue des Deux-Justices » venant de la limite des deux bailliages qui partageait le village.

## Politique et administration

### Rattachements administratifs et électoraux

#### Rattachements administratifs
La commune se trouve depuis 1926 dans l'arrondissement de Nogent-sur-Seine du département de l'Aube.
Elle faisait partie depuis 1801 du canton de Méry-sur-Seine. Dans le cadre du redécoupage cantonal de 2014 en France, cette circonscription administrative territoriale a disparu, et le canton n'est plus qu'une circonscription électorale.

#### Rattachements électoraux
Pour les élections départementales, la commune fait partie depuis 2014 du canton de Creney-près-Troyes.
Pour l'élection des députés, elle fait partie de la première circonscription de l'Aube.

### Intercommunalité
Les Grandes-Chapelles étaient membre de la communauté de communes Seine Fontaine Beauregard, un établissement public de coopération intercommunale (EPCI) à fiscalité propre créé en 2011 et auquel la commune avait transféré un certain nombre de ses compétences, dans les conditions déterminées par le code général des collectivités territoriales.
Dans le cadre des dispositions de la loi portant nouvelle organisation territoriale de la République du 7 août 2015, qui prévoit que les établissements publics de coopération intercommunale (EPCI) à fiscalité propre doivent avoir un minimum de 15 000 habitants, cette intercommunalité a fusionné avec sa voisine pour former, le 1er janvier 2017, la communauté de communes Seine et Aube, dont est désormais membre la commune..

### Liste des maires
| Période                                  | Période                     | Identité                | Étiquette | Qualité                                       |
| ---------------------------------------- | --------------------------- | ----------------------- | --------- | --------------------------------------------- |
| Les données manquantes sont à compléter. |                             |                         |           |                                               |
| 1793                                     | 1807                        | Paulin Jobert           |           |                                               |
| 1808                                     |                             | Pierre Alderald Paquier |           | Notaire                                       |
|                                          |                             |                         |           |                                               |
| mai 1818                                 |                             | Edme Paquier            |           |                                               |
| avril 1835                               |                             | Daniel Gamichon         |           |                                               |
| août 1848                                |                             | Edme Morot              |           |                                               |
|                                          |                             |                         |           |                                               |
| 1976                                     | 1995                        | James Cadot             |           | Chevalier de l’Ordre national du Mérite       |
|                                          |                             |                         |           |                                               |
| mars 2001                                | 2014                        | Jean-Claude Mouchel     |           |                                               |
| mars 2014                                | En cours (au 12 avril 2024) | M. Dominique Gamichon   | DVD       | Cadre retraité Réélu pour le mandat 2020-2026 |

## Démographie
L'évolution du nombre d'habitants est connue à travers les recensements de la population effectués dans la commune depuis 1793. Pour les communes de moins de 10 000 habitants, une enquête de recensement portant sur toute la population est réalisée tous les cinq ans, les populations de référence des années intermédiaires étant quant à elles estimées par interpolation ou extrapolation. Pour la commune, le premier recensement exhaustif entrant dans le cadre du nouveau dispositif a été réalisé en 2004.

En 2022, la commune comptait 398 habitants, en évolution de +1,79 % par rapport à 2016 (Aube : +0,7 %, France hors Mayotte : +2,11 %).
| 1793 | 1800 | 1806 | 1821 | 1831 | 1836 | 1841 | 1846 | 1851 |
| ---- | ---- | ---- | ---- | ---- | ---- | ---- | ---- | ---- |
| 830  | 810  | 737  | 761  | 758  | 753  | 735  | 750  | 791  |

| 1856 | 1861 | 1866 | 1872 | 1876 | 1881 | 1886 | 1891 | 1896 |
| ---- | ---- | ---- | ---- | ---- | ---- | ---- | ---- | ---- |
| 772  | 735  | 736  | 687  | 653  | 636  | 624  | 616  | 605  |

| 1901 | 1906 | 1911 | 1921 | 1926 | 1931 | 1936 | 1946 | 1954 |
| ---- | ---- | ---- | ---- | ---- | ---- | ---- | ---- | ---- |
| 616  | 639  | 604  | 510  | 508  | 476  | 425  | 400  | 409  |

| 1962 | 1968 | 1975 | 1982 | 1990 | 1999 | 2004 | 2006 | 2009 |
| ---- | ---- | ---- | ---- | ---- | ---- | ---- | ---- | ---- |
| 427  | 378  | 354  | 344  | 325  | 326  | 362  | 360  | 366  |

| 2014 | 2019 | 2022 | - | - | - | - | - | - |
| ---- | ---- | ---- | - | - | - | - | - | - |
| 394  | 398  | 398  | - | - | - | - | - | - |

## Culture locale et patrimoine

### Lieux et monuments

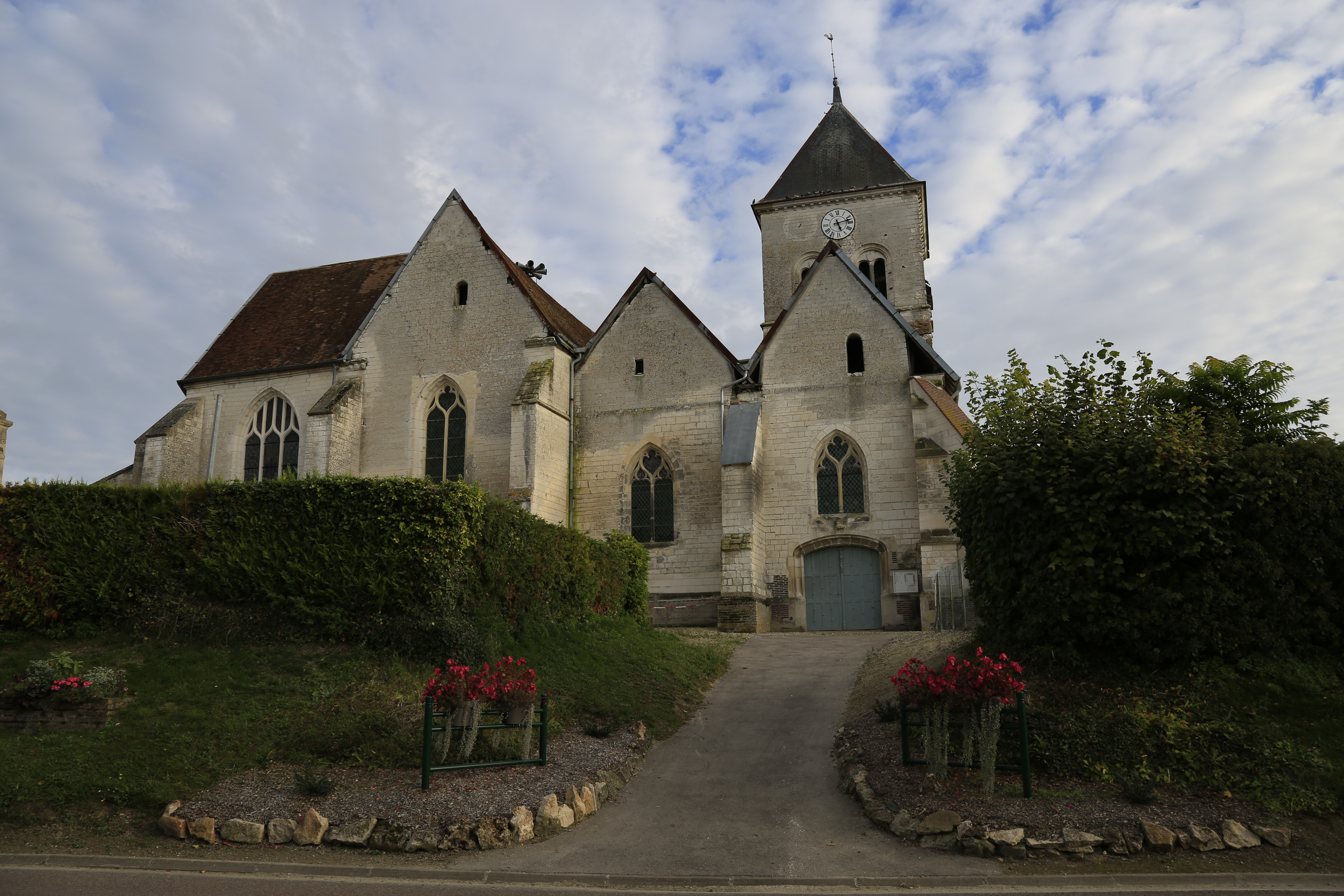
L'église vue depuis la rue d'Arcis.

- L'Église Saint-Pierre-et Saint-Paul  Classé MH (1989) XIIe-XVIe, et est présentée au chapitre[C'est-à-dire ?] de la cathédrale de Troyes sous le vocable de Saint-Pierre-ès-Lien. On peut signaler[25] :
  - Bénitier à vasque plombée creusée dans un chapiteau d'ordre corinthien classé M.H. en 1913.
  - Fresques du XVIe récemment restaurée.
  - Chaire à prêcher en chêne ouvragé du XVIe classé M.H. en 1913.
  - Une statue de vierge allaitante polychrome de l'école de Troyes du XVIe classée M.H.en 1911, restaurée en 2007.
  - Une châsse reliquaire de procession polychrome dédiée à sainte Pétronille classée M.H. en 1911.
  - Un vitrail représentant l'arbre de Jessé du XVIe.

### Héraldique
| Blason de Les Grandes-Chapelles | Blason  | D'azur au triregnum d'argent, au chef du même chargé d'un fer de moulin de sable accosté de deux gerbes de blé de sinople liées de gueules. |
| Blason de Les Grandes-Chapelles | Détails | Le statut officiel du blason reste à déterminer.                                                                                            |

## Pour approfondir